# Cratere Kartabo
Kartabo  è un cratere sulla superficie di Marte.